# Ceratozamia brevifrons
Ceratozamia brevifrons — вид голонасінних рослин класу саговникоподібні (Cycadopsida).

## Поширення
Ендемік мексиканського штату Веракрус.